# Régiment Royal-Pologne
Pour le régiment de cavalerie, voir régiment Royal-Pologne cavalerie.
Le régiment Royal-Pologne est un régiment d’infanterie allemand au service du royaume de France créé le 25 novembre 1747 et réformé le 18 janvier 1760 par incorporation au régiment Royal-Suédois.

## Équipement

### Drapeaux
Comme le Royal Pologne ne compte qu'un bataillon, il arbore deux drapeaux seulement,:
- Le drapeau colonel - entièrement blanc - porte en son centre un soleil d'or surmonté d'une banderolle bleu roi légendée. Sous le soleil, un aigle blanc en vol aux pattes rouges, occupe le bas du drapeau. Au-dessus de lui, toutes les autres parties blanches sont semées de grosses fleurs de lys disposées en quinconce autour du soleil et de la banderolle.
- Le drapeau d'ordonnance est tricolore, la croix blanche de Saint-André formant verticalement deux quartiers bleu roi et horizontalement deux autres quartiers rouge. Dans chacune des branches supérieures (en diagonale) de la croix blanche, est inscrit le blason «de France» dans un cadre à rinceaux or, timbré de la couronne royale également or. Dans les branches inférieures de la croix sont peints deux aigles polonais blanc. Au centre de la croix se détache un grand soleil d'or dardant ses rayons dans les quatre quartiers, tandis que des fleurs de lys, également or, disposées en quinconce, parsèment largement les branches laissées en blanc de la croix.

Drapeau d’Ordonnance
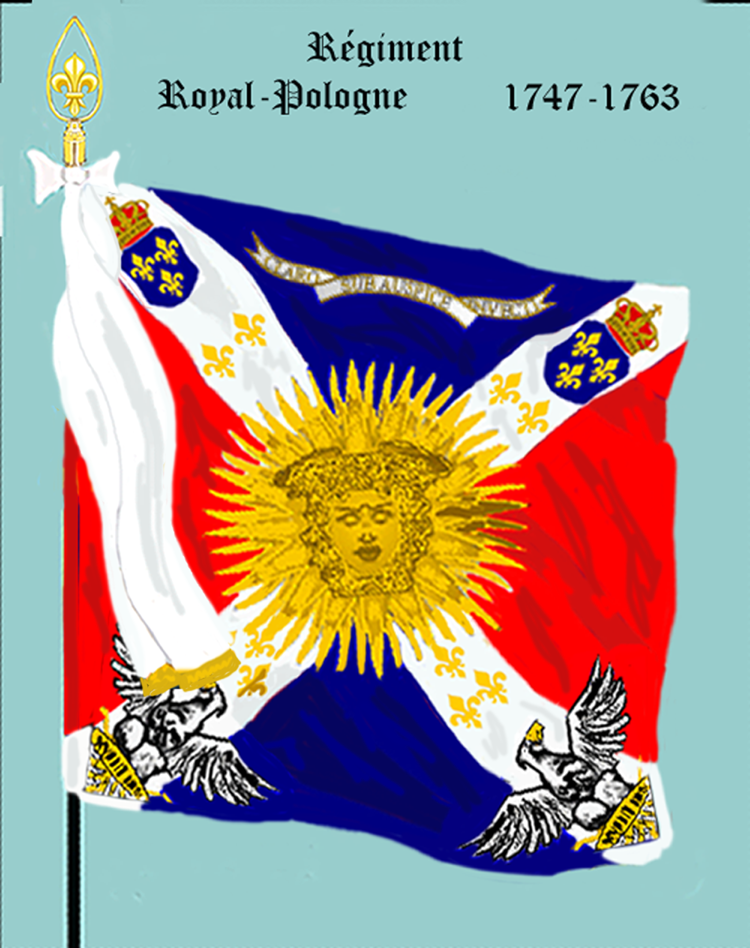
Royal-Pologne de 1747 à 1760

### Habillement

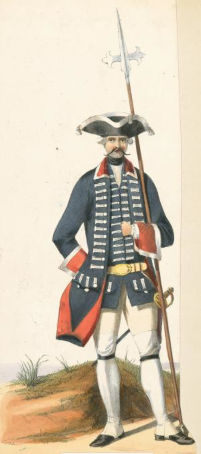
Sergent du Royal Pologne Infanterie vers 1757

Habit bleu, parements rouges bordés de bleu à la Prussienne, sans boutons, et le collet rouge bordé de blanc, l’épaulette de drap rouge avec un bouton et boutonnière blanche, bordure rouge, boutonnières blanches des deux côtés de l’habit jusqu’à la ceinture, et des boutons d’un côté seulement, pattes en travers garnies de quatre boutons et boutonnières, veste bleue, boutonnières blanches des deux côtés jusqu’à la taille, boutons d’un seul côté, trois boutons et boutonnières sur chaque patte, chapeau bordé d’argent,.

Uniforme
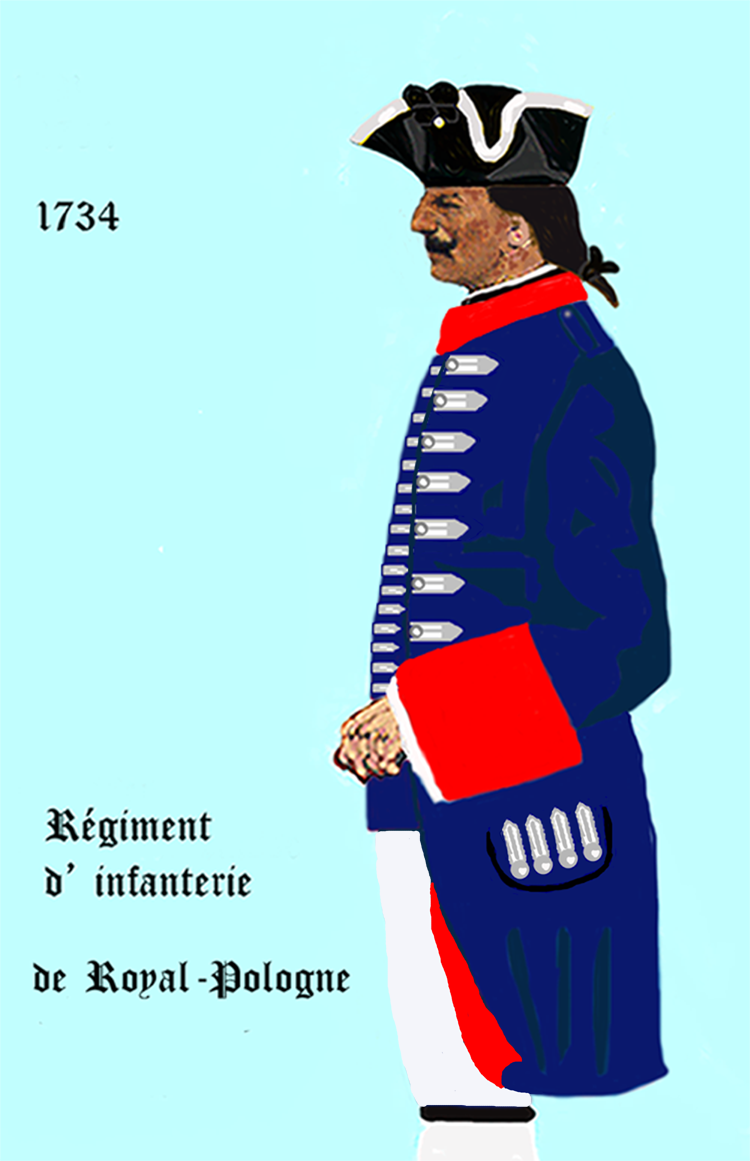
régiment Royal-Pologne de 1747 à 1760

## Historique

### Commandement
Comte Pierre Grégoire d’Orlick de la Ziska, fait Colonel lieutenant par Louis XV, par l'ordonnance du 25 novembre 1747. Il meurt de ses blessures le 29 novembre 1759 après la bataille de Minden.
Baron Carl Johan Lilliehöök af Gälared och Kolbäck (16 octobre 1709-5 novembre 1757), lieutenant colonel, avec rang de colonel, meurt à la bataille de Rossbach ,
Chevalier Rodolphe Frédéric de Falkenhayn, lieutenant colonel, avec rang de colonel en 1759
M. de Klocker, Major en 1759
M. de Wick, Aide Major en 1759

### Composition
Un bataillon de six compagnies de cent dix hommes chacune, réduit a cent hommes chaque par ordonnance du 17 décembre 1748 et augmenté à 680 hommes en huit companies par l'ordonnance du 25 octobre 1756. En outre cette ordonnance prévoit .
Chacune des huit compagnies de chaque bataillon desdits régimens, composée de quatre-vingt-cinq hommes, aura pour la commander, à commencer dudit jour. 11 novembre prochain, un Capitaine en pied, avec un Capitaine en second, un premier Lieutenant, un second Lieutenant & un Lieutenant en second, à l'exception des deux premières compagnies où les Enseignes qui y sont attachés pour porter les deux drapeaux, tiendront lieu de Lieutenant en second.
Tous les hommes sauf les officiers doivent être recrutés en dehors des provinces française.

### Campagnes et batailles

#### Guerre de Sept Ans

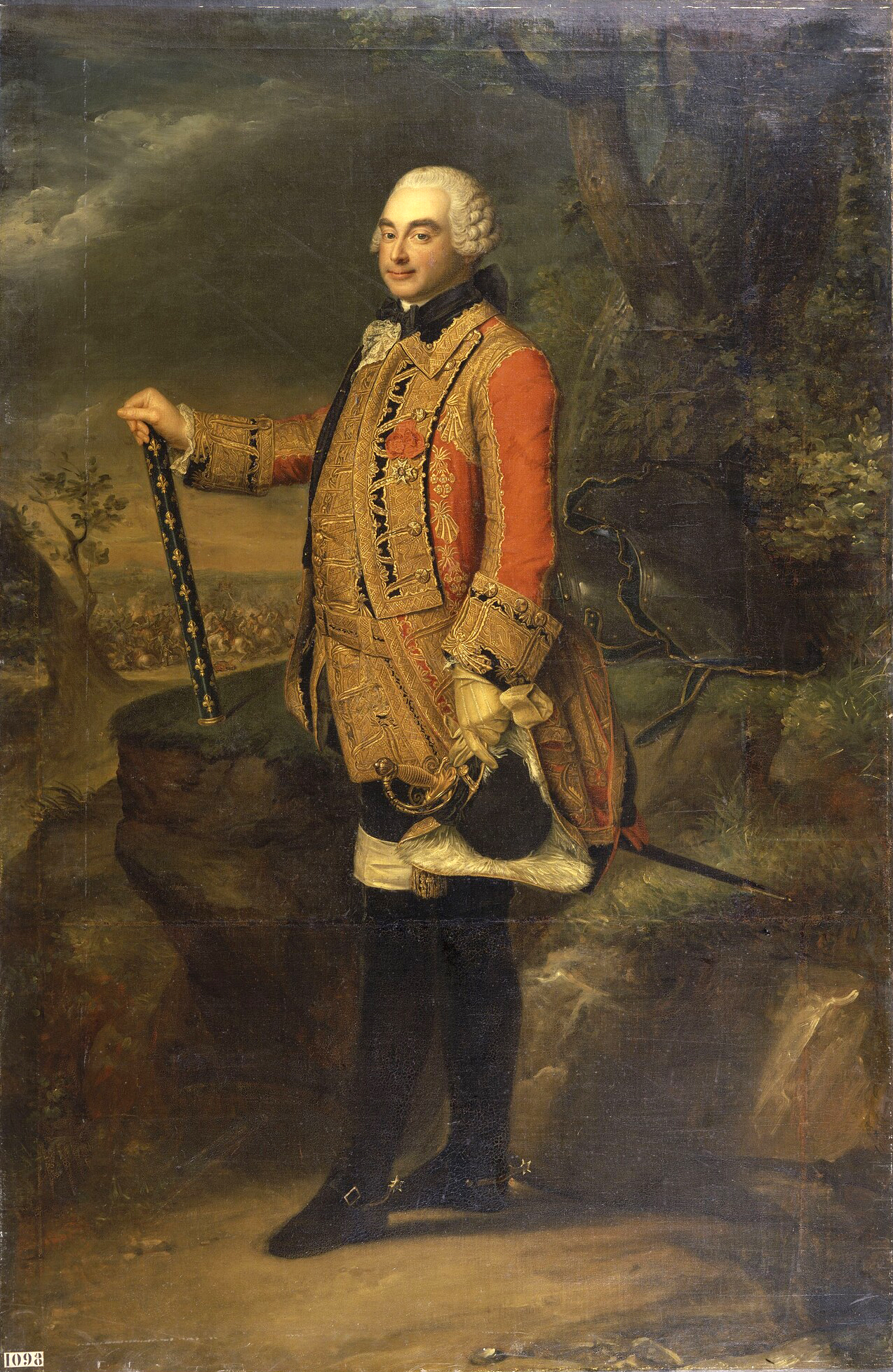
Le prince Charles de Rohan-Soubise en habit de Capitaine-lieutenant des Gendarmes de la Garde du Roi, tenant le Bâton de maréchal de France

En 1757, le régiment rejoint l'Armée du Bas-Rhin commandée par le Maréchal d'Estrées pour l'invasion prévue du Hanovre. À la fin juin, il se trouve au camp de Bielefeld avec le corps principal de d'Estrées. Le 26 juillet 1757, il participe à la bataille d’Hastenbeck puis à la défense de Mersebourg les 31 octobre,:
L'armée du roi de Prusse arrivait successivement sur les hauteurs de Weissenfels ; mais, l'avant garde n'ayant pu s'emparer du pont, l'entreprise échouait ; séparés par la rivière, dans cette partie peu guéable, on se canonna de part et d'autre ; le canon des ennemis portait jusque sur nos lignes, mais sans effet. Vers onze heures du matin, l'armée prussienne défila par sa droite, et, peu de temps après, M d'Orlick, occupant Merseburg avec 5 B. écrivait qu'à la vue de deux colonnes d'infanterie il coupait le pont du faubourg, et qu'il se défendrait dans la ville jusqu'à l'arrivée de secours. M. de Soubise y envoya aussitôt M. de Broglie avec la brigade de Piémont. L'ennemi faisait des dispositions pour le passage de la rivière mais les difficultés l'obligèrent de s'arrêter. 
Le 5 novembre, sous les ordres du Comte de Lorges, il participa à la désastreuse bataille de Rossbach, où il fut placé en seconde ligne au centre. À la fin de l'année, il prit ses quartiers d'hiver en première ligne de l'armée française à Celle (Zell) sur la rivière Aller.
À la fin janvier 1758, le régiment fut affecté à l'armée que Louis XV prévoyait d'envoyer en Bohême pour des opérations conjointes avec l'armée autrichienne. Cependant, lorsque Ferdinand de Brunswick lança son offensive en Allemagne de l'Ouest en février, le régiment se replia sur le Rhin avec le reste de l'armée française. Du 30 mars au 4 avril, il se trouva en première ligne de l'armée de Clermont au camp de Wesel, sur le Bas-Rhin. En juillet, il fut transféré à l'armée de Soubise, qui se rassemblait près de Friedberg, en Hesse.
23 Juillet 1758: Bataille de Sandershausen
10 octobre 1758: Bataille de Lutzelberg
13 avril 1759: Bataille de Bergen
29 novembre 1759 : Bataille de Minden,

### Fusion et Unités
Après le décès de son Colonel propriétaire à la bataille de Berghen, le regiment est incorporé au Royal Suédois par ordonnance royale du 18 janvier 1760. Le Royal suédois deviendra en 1791 le 89e régiment de ligne.

### Sources et bibliographie
- Christian Henry Tavard, « Royal Pologne Infanterie », Armes et Uniformes de l'Histoire, no 4,‎ septembre octobre 1971, p. 10-13
- Louis Susane, Histoire de l’infanterie française, tome 5, Librairie militaire de J. Dumaine, Paris, 1876, page 371-372
- Chronique historique-militaire, Pinard, tome 5, Paris 1762
- Fraternité d'armes polono-suisse au cours des siècles par Stanislas Liberek; préface du major P. de Vallière, Éditions du Musée polonais (Rapperswil) s.d.https://gallica.bnf.fr/ark:/12148/bpt6k9805270n